# Giuseppe Alessandro Favaro
Giuseppe Alessandro Favaro (Revine Lago, 22 ottobre 1876 – Revine Lago, 9 aprile 1961) è stato un matematico e astronomo italiano.

## Biografia
Figlio di Domenico e Maria Chiarel, il 14 luglio 1899 conseguì la laurea in matematica presso l'università di Padova. Assistente alla cattedra di fisica, dal 1902 fece parte dell'Istituto di astronomia guidato da Giuseppe Lorenzoni, dove si dedicò al calcolo di orbite e a misure climatologiche
Nel 1906-1907 contribuì alle ricerche sulle differenze di longitudine tra Roma e Padova e tra Roma e Milano. Nel 1909 fu inviato a Carloforte presso la stazione astrogeodetica internazionale per poi passare, nel 1912, all'osservatorio astronomico di Pino Torinese.
Nel 1914 divenne libero docente all'università di Torino, lavorando al Catalogo astrografico per le zone assegnate all'osservatorio astronomico di Catania. Venne così trasferito a quest'ultimo istituto, ma vi poté lavorare con continuità solo dopo la Grande Guerra (era stato chiamato alle armi come ufficiale di artiglieria).
Nel 1919 iniziò uno studio di statistica sulle macchie solari e le facole, continuando nel frattempo le ricerche per il Catalogo astrografico. Nel 1922 divenne direttore dell'osservatorio di Catania, insegnando nel frattempo presso la locale università.
A Favaro si deve la determinazione di 174.107 posizioni stellari e nuovi metodi di calcolo per la riduzione delle lastre. Nel 1930 collaborò alla campagna internazionale per la misura del parallasse solare in occasione dell'opposizione di Eros.
Diresse poi l'osservatorio astronomico di Trieste fino al 1946, quando si ritirò nel paese natale.